# Шорле

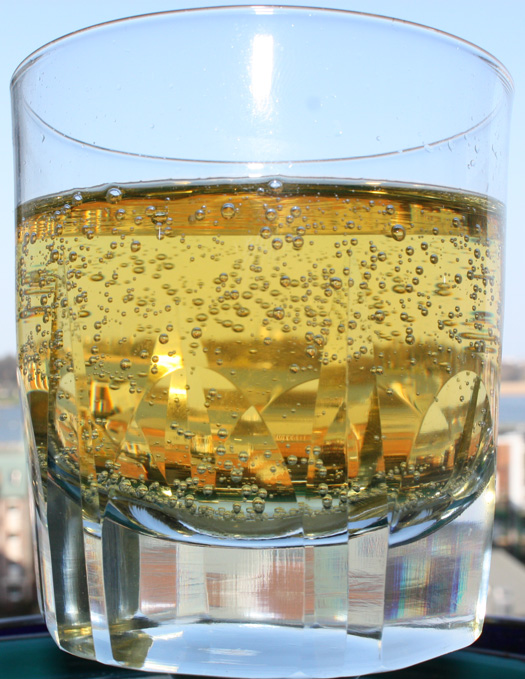
Бокал шорле

Шо́рле (нем. Schorle, фр. Chaurlet) — смесь из вина с минеральной водой либо вина с лимонадом, либо сока с минеральной водой.
Шорле особенно популярно летом, как прохладительный и освежающий напиток. Соотношение составляющих обычно 1:1, в шорле из сока доля воды часто существенно выше. Шорле менее калорийное и содержит меньше сахара, чем сок.
В Венгрии аналогичный напиток называется фрёч (венг. fröccs) и был впервые представлен в 1842 году Аньошем Йедликом (изобретателем содовой) своим друзьям, в том числе поэтам Андрашу Фаю и Михаю Вёрёшмарти.
Крюшон из белого и игристого вина называется «кальте энте».

## Происхождение слова
Согласно словарю Duden, слово Schorlemorle — это имя, впервые засвидетельствованное как Schurlemurle в Нижней Баварии с XVIII века для смешанного напитка из вина и минеральной воды. Происхождение слова неясно; возможно, это —  игра слов, подобная названиям пивных scormorrium в Мюнстере и Murlepuff в Страсбурге, которые были засвидетельствованы уже в XVI веке. Schurimuri («возбужденный, беспокойный человек»), засвидетельствованный в южной Германии с XVI века, и более старый нижненемецкий Schurrmurr («мешанина») могут быть связаны с ним.
По словам германского филолога  Фридриха Клуге, с другой стороны, слово Schorlemorle, вероятно, происходит из юго-западного немецкого schuren «фонтанирующий». 
Хеннинг Петерсхаген также перечисляет другие попытки интерпретации в статье в Südwest Presse, например, связь с голландским термином schorriemorrie (сброд). Цифровая нидерландская библиотека прослеживает слово далее к персидско-турецкому schurmur, что означает «путаница, переполох» и имеет аналогичное звучание на албанском, сербском, словенском и русском, а также испанском — churriburri.

## Производные значения
- «Шорле» — название фирмы-производителя напитков[1].
- «Шорли» — сильногазированный безалкогольный напиток на основе натуральной минеральной воды